# Préfecture de Lordegan
La préfecture de Lordegan (en persan: شهرستان لردگان, shahrestān-e Lordegān) est l'une des dix préfectures (shahrestān) de la province de Chahar Mahaal et Bakhtiari (Iran). La préfecture de Lordegan comptait 175289 habitants lors du recensement de 2006.

## Géographie
La préfecture de Lordegan est située au sud de la province de Chahar Mahaal et Bakhtiari. Elle est divisée en quatre districts (bakhsh) : le district central, district de Falard, district de Manj et district de Rudasht. Son chef-lieu est la ville de Lordegan et compte deux autres villes : Mal-e Khalifeh et Manj. 